# Sarosa innotata
Sarosa innotata är en fjärilsart som beskrevs av Max Wilhelm Karl Draudt 1915. Sarosa innotata ingår i släktet Sarosa och familjen björnspinnare. Inga underarter finns listade.